# Трајан
Трајан, пуним именом након усиновљења Марко Улпије Нерва Трајан (лат. Marcus Ulpius Nerva Traianus; Италика, 53 — Селин, 117), био је римски цар, наследник Нервин и припадник Антонинске династије.
Трајан је био први и можда једини цар којега је усвојио претходни цар с којим није био ни у каквом сродству, било рођењем или брачним везама. Такође је био други у низу петорице добрих царева који су наслеђивали један другога путем усиновљења и током већег дела 2. века обезбедили царству унутрашњу хармонију и добру владу. Осим тога, Трајан је као Хиспанац био први цар рођен у некој провинцији. Уз све већи број провинцијалаца у сенату, уздизање једног од њих на царски престо било је практично неминовно.
Током целе владавине Трајан је у принципу поштовао уставне обичаје принципата какве су их установили Август и његови непосредни наследници. Био је пажљив према сенату и редовно се с њим саветовао и извештавао га о својим активностима. Како је био скромног држања, није за себе тражио претеране почасти и са сенаторима је склапао срдачна пријатељства. Тиме је опет успостављено међусобно поштовање између сената и принцепса. „Царство и слобода били су“, како каже Тацит, „измирени“, а атмосфера сумње, интрига и терора која је окруживала Домицијанов двор, сада је нестала. Трајан је добио и наклоност ширих слојева становништва организујући грађевинске програме, гладијаторске игре и дистрибуције новца. Изнад свега, био је популаран међу војницима: он је био истински војник-цар. Због свега тога није чудно што је имао надимак Optimus (= Најбољи), званично од 114. године, а незванично од много година раније.

## Биографија

### Рођење и успон на власт
Марко Улпије Трајан рођен је 18. септембра 53. године н. е. у провинција Хиспанија Бетика, (данашња регија Андалузија, Шпанија) у градићу Италика, чија локација одговара предграђима модерне Севиље. Трајан је сматран првим царем који је потицао из провинције а каснији антички историчари, попут Касија Диона говоре да Трајан није био италског порекла. Ипак, породица Трајановог оца - Улпији, потицала је из Италије из регије Умбрије.
Трајаново родно место, Италику, основали су Римљани 206. п. н. е. као војну колонију иако није познато када су се Улпији тамо населили. Трајанова мајка, Улпија, потицала је из истакнуте сенатске породице патрицијског сталежа. Марцијина сестра, Марција Фурнила, била је друга супруга императора Тита.
Трајанов отац, Марко Улпије Трајан Старији, био је истакнути сенатор који је служио под Веспазијаном у јеврејском рату и командовао легијом. Трајанова породица била је веома истакнута.
Још као младић, Трајан је напредовао у римској војсци, служећи на истоку. 76—77. године Трајанов отац служио је као гувернер Сирије, након краја очевог мандата, Трајан је неочекивано премештен на удаљену границу на Рајни. Антички историчар, Плиније, тврди да је Трајан лично учествовао у борбама и на истоку и на Рајни.
Око 86. године, Трајанов рођен, Публије Елије Афер умро је, оставивши двоје деце, Хадријана и Паулину. Трајан и његов колега постали су њихови старатељи.
Године 91. Трајан је изабран за конзула. Детаљи о његовој војничкој каријери непознати су. Након убиства императора Домицијана 96., нови цар, Нерва, имао је великих потешкоћа због незадовољства војске.
Трајан, у то време веома познат и популаран генерал, омиљен међу војницима, практично је наметнут Нерви, који га је усвојио као сина и наследника.
Када је Нерва умро, 27. јануара 98., Трајан је постао император. Није било никакве опозиције његовом доласку на власт.

### Владавина, 98—117.
Трајанова владавина означава највећи територијални обим империје а Трајан је сматран једним од најбољих императора. Већ и пре но што је постао император, Трајан је био познат као способан генерал са великим угледом у војсци. Као цар, највише је упамћен као војни командант и освајању Дакије и Месопотамије.
Трајанова прва кампања против Дачана успешно је отпочета марта 101. године, прешавши северну обалу Дунава, Трајан је поразио Дачанску војску али још увек није извојевао одлучујућу победу.
Већ следеће зиме, краљ Децабал отпочео је контра-офанзиву, идући низводно Дунава. Инвазија Дачана успешно је одбијена након две битке у Мезији, након чега је Трајанова војска приморала Децебала на предају. Трајан се тако тријумфално вратио у Рим добивши титулу Dacicus Maximus. Међутим, краљ Децебал убрзо је поново почео да се наоружава и гради савезе против Рима, да би 105. напао римске територије на северној обали Дунава.
Након што је Трајан подигао две нове легије, римско војно присуство на Дунаву 105. године попело се на чак четрнаест легија, што је чинило скоро половину читаве римске војске.
Аполодор из Дамаска, Трајанов главни архитекта, подигао је колосални мост преко Дунава, који је омогућио римској војсци да брзо и у великом броју пређе реку, као и да служи за довођење појачања. Трајан је такође наредио проширење пута који је водио поред Ђердапске клисуре.
Након што је окончана изградња пратеће инфраструктуре, Трајан је поново кренуо у поход и освојио делове Дакије 106. године. Након жестоког ратовања, Римљани су стегли обруч око Децабаловог упоришта, Сармизегетузе, која је напослетку освојена у уништена. Децебал је успео да побегне и измакне заробљавању а онда извршио самоубиство. Краљева одсечена глава донета је Трајану да би касније била однета у Рим где је бачена са гемонијских степеница на Капитолу.
 Године 107. од Дакије је Трајан основао истоимену римску провинцију.
На месту старе Дачке престонице Трајан је подигао нови град као седиште римске цивилне администрације.  Била је то Улпиа Трајана. Градско становништво римске Дакије углавном је било ограничено на римске колонисте и војне ветеране док је домаће становништво наставило да живи у раштрканим руралним заједницама, следећи сопствене обичаје.
Трајанова победа и освајање Дакије умногоме је ојачало царске приходе, поред огромног плена, Рим је сада контролисао дачке руднике злата којима је управљао царски Прокуратор из редова витезова (procurator aurariarum). Проширењем римске државне границе, Сингидунум (Београд) је добио прилику да се почне развијати.
У спомен римске победе у дачким ратовима подигнут је Трајанов стуб, на коме су забележени најважнији догађаји и ток рата и који пружа драгоцене податке о римском друштву на почетку II века нове ере.
Наредних седам година протекло је миру, Трајан се бавио пословима администрације а током овог времена отпочео је своју преписку са Плинијем Млађим. Једна од тема била је и однос према хришћанима у провинцији Понт, где је Плиније служио као гувернер.
Трајан је подигао многе знамените грађевине и Риму, међу којима је најпознатији Трајанов форум. У овом периоду Трајан је формализовао систем знан као Alimenta, социјални програм чији је циљ био пружање помоћи сирочади и сиромашној деци у Италији. Систем је обезбеђивао новчана средства, храну и субвенционисано образовање. У почетку се програм финансирао из плена задобијеног у дачком рату а касније из пореза на имовину и добротворних давања.
Године 113., Трајан је започео нову кампању на истоку, испровоциран одлуком Парћана да на трон Јерменије поставе свог краља. Око 114. Трајан је освојио Јерменију, збацио краља кога су поставили парћани, и претворио ту земљу у римску провинцију након чега су бројна племена на Кавказу и источној обали Црног мора признала римску хегемонију.
След самих догађаја током Трајановог похода остаје нејасан. Почетком 115. цар је напредовао према истоку, у срце Месопотамије док је његов легат Лусије Квијет успешно прешао реку Аракс у Атропатену и даље, према Каспијском мору.
Процес консолидације римске власти у Месопотамији изгледа је окончан 116. када су исковани новчићи на којима је објављено да су Месопотамија и Јерменија успешно стављена под власт римског народа.
Презимивши у Антиохији, Трајан је 116. поново отпочео кампању, овога пута са циљем освајања читаве Месопотамије. Према изворима, римска дивизија прешла је реку Тигар и освојила део Адибајене, док се друга дивизија упутила јужно и заузела Вавилон. Сам Трајан отполовио је низводно реком Еуфрат. Када је римска флота допловила до места где су реке Тигар и Еуфрат биле најближе, Трајан је превукао флоту преко копна из Еуфрата и Тигар и заузео Селеукију, некадашњу престоницу хеленистичког Селеукидског краљевства а затим и парћанску престоницу Ктесифон.
Трајан је наставио поход, напредујући јужно, према Персијском заливу. Вавилонија је проглашена за нову царску провинцију а Трајан је послао писму сенату, у коме је објавио да је надомак потпуне победе и пожалио се да је престар да настави даље ка истоку и понови освајања Александра Великог.
Међутим, Трајанови успеси на истоку показали су се краткотрајним, одмах након што је победоносни император напустио област персијског залива и упутио се према Вавилону, избио је устанак Парћана.
Трајан је успео да угуши побуну и званично збаци парћанског краља Хозроја I и на престо доведе марионетског владара. Ускоро је царево здравље почело да слаби а у међувремену Јевреји у Египту, на Кипру и Кирени подиглу су свеопшту побуну мотивисану религијском нетрпељивошћу према локалној паганској популацији. Побуна је прерасла у Китосов рат, познат и као Други јеврејско-римски рат. Побуна се ускоро проширила и на Јудеју и Месопотамију и Трајан је био приморан да се повуче из Јерменије да би угушио побуну. Иако је побуна напослетку сузбијена, ситуација је остала напета, посебно у Јудеји.
Године 117., оболели Трајан спремио се за повратак у Италију. Током пролећа и лета цар је постепено слабио. 8. августа 117. Трајан је умро у Киликији.
Његов наследник Хадријан, одмах је одлучио да напусти удаљену и неодбрањиву Месопотамију а Јерменију и Осроену поново успоставио као краљевства под римским протекторатом.
Све остале области које је Трајан освојио задржане су. Пепео покојног императора положен је у подножју Трајановог стуба који је славио његову највећу победу.
Пре но што је умро Трајан није званично одредио наследника. Међутим, још раније су високе почасти и важна задужења била додељена његовом најближем мушком рођаку, Публију Елију Хадријану, намеснику Сирије. Према речима Трајанове удовице, Трајан је на самрти и усвојио Хадријана. Била та тврдња истинита или не, сенат и војска су јој поверовали и Хадријана признали за цара. Трајан је одмах и без оклевања био деификован од стране сената.
Трајан је један од ретких владара чија је репутација остала неукаљана током историје. Антички историчари углавном су писали позитивно о Трајану, карактеришући га као моралног човека и мудрог владара. Био је отворен, слободан, непосредан док се сам шетао по Риму. Одликовао се изразитом пријатношћу свога карактера, којом је умео да постигне шта је хтео. Касије Дион наводи да је Трајан био достојанствен и праведан.

## Наслеђе
Ипак, Трајан је био аутократа који се без оклевања и обзира мешао и у сферу деловања сената, када год је то изгледало неопходно. Његов је циљ била ефикасна државна управа, а жеља му је била да свуда промовише јавно благостање. Украсио је Рим сјајним и значајним грађевинама, а своју бригу за Италију показао је обнављањем и проширењем лука у Остији и Анкони. Слао је своје службенике назване цураторес у италске муниципије које су биле у економским тешкоћама и помагао да се оне превазиђу.
Једна од главних Трајанових мера у правцу побољшања стања Италије био је развој алиментарних фондова, којима је темеље ударио Нерва. Суштина алиментације састојала се у следећем: из одређеног новчаног фонда који је основала држава давани су зајмови ситним и средњим земљопоседницима уз незнатне камате (обично 5% годишње); камате од тих зајмова трошене су на васпитавање малолетне сирочади и деце сиромашних родитеља. Сличне приватне установе постојале су и раније, али је новост била у томе што је сада алиментарни фонд основала држава и што се алиментација спроводила у читавој Италији у релативно широким размерама. Али ипак је то била палијативна мера, која није могла спречити пропадање ситног и средњег земљопоседа и осиромашење градског становништва. Трајан је издао и наређење које је сваког сенатора обавезивало да једну трећину своје имовине уложи у италску земљу, што је имало за циљ да повећа вредност италског земљишта.
Интерес за Италију није значио запостављање провинција, у које су такође слати куратори. Да би сенатске провинције Ахају и Битинију спасао од банкрота који им је претило, Трајан их је обе привремено прогласио царским и послао тамо специјалне комисије. Његова преписка са Плинијем Млађим, кога је поставио за намесника Битиније, открива како се савесно Трајан бавио и најситнијим детаљима провинцијског живота. Та кореспонденција истовремено открива како је ограничен био приступ централној влади и како је стога велика иницијатива у одлучивању морала бити дата намесницима оних провинција које нису биле предмет посебне цареве пажње. Трајанов је дан био сувише кратак да би могао саслушати говор сваке делегације из провинција, сваку препоруку за давање почасти или унапређења и сваку жалбу која му је упућена као највишем апелационом суду. Помагала му је царска бирократија, коју је у Риму чинило само неколико стотина људи и још неколико стотина који су се с разним задужењима налазили у провинцијама ― за управљање животима неких 60 милиона људи. Јасно је да се управа над тако пространом државом углавном налазила у рукама локалних аристократија.